# Comuna Râfov, Prahova
Râfov este o comună în județul Prahova, Muntenia, România, formată din satele Antofiloaia, Buchilași, Buda, Goga, Mălăiești, Moara Domnească, Palanca, Râfov (reședința) și Sicrita.

## Așezare
Comuna Râfov este situată în zona de câmpie de la sud de Ploiești, pe malurile Teleajenului, în zona de vărsare a acestui râu în Prahova. Comuna este traversată de autostrada București–Ploiești, cu acces la aceasta. De asemenea, comuna este deservită de mai multe șosele județene. Cea mai importantă, DJ101D, leagă comuna spre nord de Bărcănești (unde se termină în DN1A). DJ101D se intersectează la Mălăiești cu DJ139, care leagă comuna spre sud-vest de Puchenii Mari și spre nord de Berceni (unde se termină tot în DN1A).

## Demografie
Componența etnică a comunei Râfov
     Români (92,5%)
     Romi (1,4%)
     Alte etnii (0,12%)
     Necunoscută (5,99%)
Componența confesională a comunei Râfov
     Ortodocși (92,83%)
     Alte religii (0,65%)
     Necunoscută (6,52%)
Conform recensământului efectuat în 2021, populația comunei Râfov se ridică la 5.213 locuitori, în scădere față de recensământul anterior din 2011, când fuseseră înregistrați 5.297 de locuitori. Majoritatea locuitorilor sunt români (92,5%), cu o minoritate de romi (1,4%), iar pentru 5,99% nu se cunoaște apartenența etnică. Din punct de vedere confesional, majoritatea locuitorilor sunt ortodocși (92,83%), iar pentru 6,52% nu se cunoaște apartenența confesională.

## Politică și administrație
Comuna Râfov este administrată de un primar și un consiliu local compus din 15 consilieri. Primarul, Paul-Costin Cazanciuc[*], de la Partidul Social Democrat, este în funcție din 2012. Începând cu alegerile locale din 2024, consiliul local are următoarea componență pe partide politice:
|  | Partid                          | Consilieri | Componența Consiliului | Componența Consiliului | Componența Consiliului | Componența Consiliului | Componența Consiliului | Componența Consiliului | Componența Consiliului | Componența Consiliului | Componența Consiliului |
|  | ------------------------------- | ---------- | ---------------------- | ---------------------- | ---------------------- | ---------------------- | ---------------------- | ---------------------- | ---------------------- | ---------------------- | ---------------------- |
|  | Partidul Social Democrat        | 9          |                        |                        |                        |                        |                        |                        |                        |                        |                        |
|  | Alianța pentru Unirea Românilor | 3          |                        |                        |                        |                        |                        |                        |                        |                        |                        |
|  | Partidul Național Liberal       | 3          |                        |                        |                        |                        |                        |                        |                        |                        |                        |

## Istorie
La sfârșitul secolului al XIX-lea, comuna Râfov era formată din satele Râfov, Antofiloaia, Buchilași, Goga, Mălăești, și Moara Domnească, era situată în plasa Câmpul din județul Prahova, având în total 1238 de locuitori. În comună funcționau 3 pive, 5 mori, o școală cu 60 de elevi (dintre care 10 fete), deschisă în 1854, și patru biserici ortodoxe — una în Râfov, fondată în 1724 de Chivu Căplescu; una în Antofiloaia, fondată de șetrarul Paraschiv Căplescu în 1783; una în Goga, fondată în 1776 de pitarul Gr. Brezoianu și vornicul C. Bălăceanu; și una în Mălăiești.
Satul Sicrita alcătuia o comună de sine stătătoare, în vreme ce satele Buda și Palanca alcătuiau comuna Buda-Palanca. Aceasta din urmă avea 1096 de locuitori, în ea existând o moară, o pivă, o fabrică de spirt și una de făină (toate pe râul Lăutul), precum și o școală fondată în 1889 unde învățau 154 de elevi (din care 66 de fete), și două biserici (cea din Palanca fiind zidită la 1824).
În perioada interbelică, comuna Sicrita a fost desființată înainte de 1925, fiind inclusă în comuna Ciupelnița, plasa Drăgănești a aceluiași județ. Comuna Buda-Palanca (1697 de locuitori) era arondată plășii Câmpul, ca și comuna Râfov, care avea 1581 de locuitori.
În 1950, ele au fost arondate raionului Ploiești din regiunea Prahova și apoi din regiunea Ploiești. În 1968, județul Prahova a fost reînființat, iar comuna Buda-Palanca a fost desființată și inclusă în comuna Râfov, iar comuna Ciupelnița a fost desființată și împărțită între comunele Râfov și Dumbrava.

## Monumente istorice

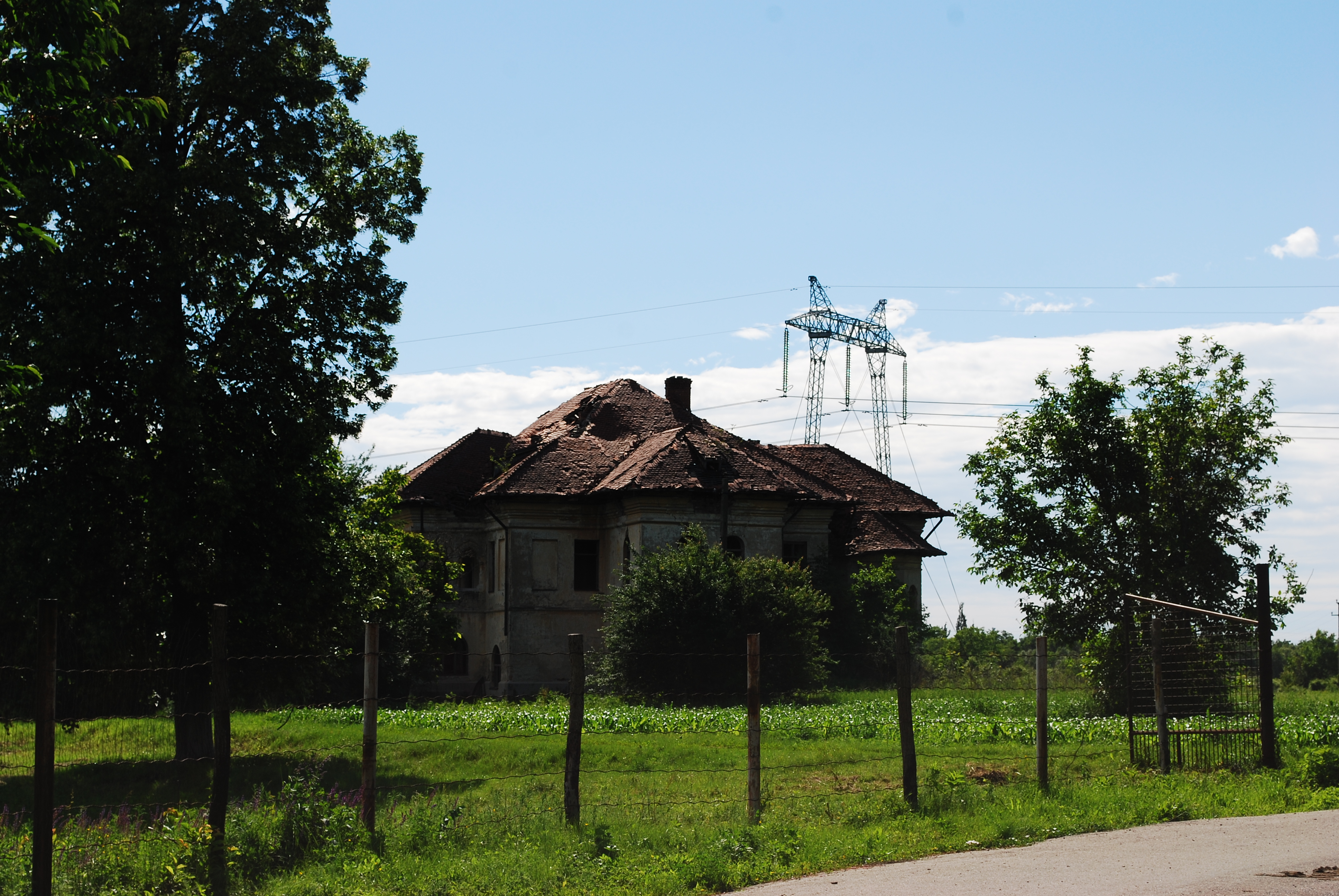
Conacul Costache Cantacuzino din Râfov, monument istoric

În comuna Râfov se află două monumente istorice de arhitectură de interes național, ambele aflate în satul Râfov: biserica „Sfântul Nicolae” (1742) și conacul Costache Cantacuzino (1750).